# 天主教瓦里教區 (秘魯)
天主教瓦里教區（拉丁語：Dioecesis Huariensis）是秘魯一個羅馬天主教教區，屬特魯希略總教區。自治監督區於1958年5月15日設立，2008年4月2日升為教區。
教區位於安卡什大區東南部，2004年時有教友296,500人（佔轄區總人口96.9%）、二十個堂區和四十六名司鐸。現任教區主教為毅夫·巴爾迪-加布里，輔理主教為喬治·巴爾貝塔，榮休監督為丹泰·弗拉斯內利-塔爾泰爾。